# Guelfo da Lucca
Guelfo da Lucca (... – Lucca, ...; fl. XIV secolo) è stato un cavaliere medievale e giurista italiano, vissuto a cavallo fra il XIII e il XIV secolo.

## Biografia
Cavaliere e giurista, fu Capitano di Giustizia all'Aquila sotto il capitano della città Lucchesino Ateleta di Firenze, durante l'edificazione della monumentale fontana della Rivera nel 1275.
Nel 1307 venne nominato Capitano dell'Aquila da Carlo II d'Angiò ed entro' subito in conflitto con le famiglie Rojani e Camponeschi. Guelfo li espulse dalla città, distrusse le abitazioni dei Rojani e sottomise gli abitanti di Pizzoli che si erano schierati a loro difesa.
Nel 1308 fece captare le acque delle sorgenti di Sant'Anza, trasportate tramite un acquedotto fino ad un serbatoio presso Santa Maria d'Assergi in Aquila, e distribuite tramite canali fino a fontane in tutte le piazze cittadine. L'opera, avanzatissima per l'epoca,  venne completata in un solo anno grazie a migliaia di lavoratori sotto la direzione dell'ingegnere francescano frate Janni..